# ルンダ・ブルル
ヴィンセント・ド・ポール・ルンダ・ブルル（フランス語: Vincent de Paul Lunda Bululu、1942年10月15日 - ）は、コンゴの元政治家。
第10代ザイール共和国国会第一委員。1942年10月15日に生まれ、ルブンバシ大学で学び法学の博士号を取得した。